# دوک کاهاناموکو
دوک کاهاناموکو (به انگلیسی: Duke Kahanamoku) ورزشکار مرد رشتهٔ شنا اهل کشور ایالات متحده آمریکا است. وی در بین سال‌های ‎۱۹۱۲ تا ۱۹۲۴ میلادی در مسابقات بازی‌های المپیک تابستانی در مجموع ۵ مدال، شامل ۳ مدال طلا و ۲ نقره را کسب کرد.
او بعدها در چند فیلم هم بازی کرد که از آن جمله، می‌توان به ماجرا اشاره نمود.

## مرگ
کاهاناموکو در ۲۲ ژانویه ۱۹۶۸ در سن ۷۷ سالگی بر اثر حمله قلبی درگذشت.